# Oxira interca
Oxira interca är en fjärilsart som beskrevs av Matsumura 1926. Oxira interca ingår i släktet Oxira och familjen nattflyn. Inga underarter finns listade i Catalogue of Life.